# Acaulospora walkeri
Acaulospora walkeri är en svampart som beskrevs av Kramad. & Hedger 1990. Acaulospora walkeri ingår i släktet Acaulospora och familjen Acaulosporaceae.   Inga underarter finns listade i Catalogue of Life.